# Dreikönigstreffen (1709)

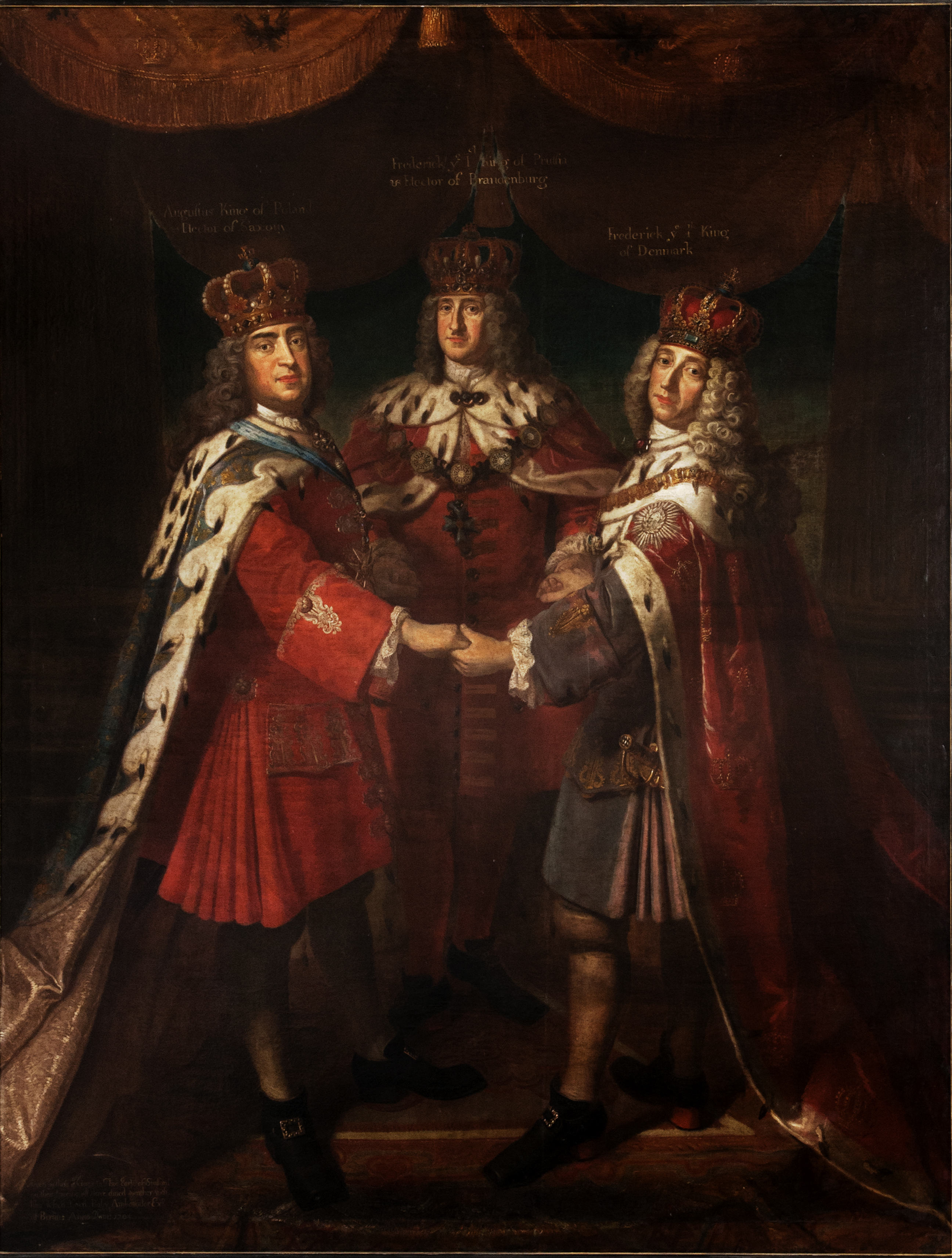
Dreikönigstreffen: Friedrich I. in Preußen (Mitte), August II. (der Starke), Kurfürst von Sachsen und zeitweilig König von Polen (links), Friedrich IV. von Dänemark (rechts).
Gemälde von Samuel Theodor Gericke, Schloss Caputh

Das Dreikönigstreffen bezeichnet das Herrschertreffen des preußischen Königs Friedrich I. als Gastgeber, des Kurfürsten August des Starken von Sachsen (und gewesener wie auch zukünftiger König in Polen) sowie des Königs Friedrich IV. von Dänemark vom 2. bis 17. Juli 1709 in Potsdam und Berlin.
Anlass waren die Bemühungen Dänemarks und Sachsens, das Königreich Preußen zu einem Kriegseintritt in den Großen Nordischen Krieg zu bewegen. Neben den ausgedehnten Festlichkeiten (unter anderem im Schloss Caputh) wurde politisch nur wenig bewegt. So wurde lediglich ein Freundschafts- und Neutralitätsvertrag zwischen den drei Monarchen geschlossen.

## Diplomatischer Hintergrund
Das Königreich Dänemark und das von August dem Starken in Personalunion regierte Kurfürstentum Sachsen und Polen-Litauen waren, mit Unterbrechung, seit 1700 zusammen mit Russland in den Großen Nordischen Krieg gegen Schweden verwickelt.
August hatte am 29. Oktober 1706 den Altranstädter Frieden mit Schweden geschlossen und „für immer“ auf die polnische Krone verzichtet. Sachsen war damit vorübergehend aus dem Krieg ausgeschieden. Dänemark, das sich ebenfalls kurzzeitig nicht am Krieg beteiligt hatte, schloss mit Russland am 28. Juni 1709 einen erneuten Bund gegen Schweden. Das Bündnis sah einen erneuten Angriff Dänemarks auf Schweden vor.
Preußen, dessen Kräfte im Spanischen Erbfolgekrieg gebunden waren, und Schweden hatten am 16. August 1707 ein ewiges Bündnis geschlossen, das Besitzstandsgarantien, einen gegenseitigen Nichtangriffspakt und eine gegenseitige Zusage von 6000 Mann Hilfstruppen im Angriffsfalle beinhaltete. Zudem erkannte Preußen den durch Schweden eingesetzten Stanislaus Lesczynski als rechtmäßigen polnischen König an.
Die schwedische Hauptarmee unter König Karl XII. befand sich im Juli 1709 auf dem Feldzug gegen das Russische Zarenreich und stand im Frühjahr 1709 vor Poltawa. Dort erlitten die Schweden, zeitgleich zur Konferenz in Potsdam, am 8. Juli 1709 in der Schlacht bei Poltawa eine vernichtende Niederlage die in der Folge die Wende des Krieges zugunsten der anti-schwedischen-Allianz brachte.

## Verlauf der Konferenz

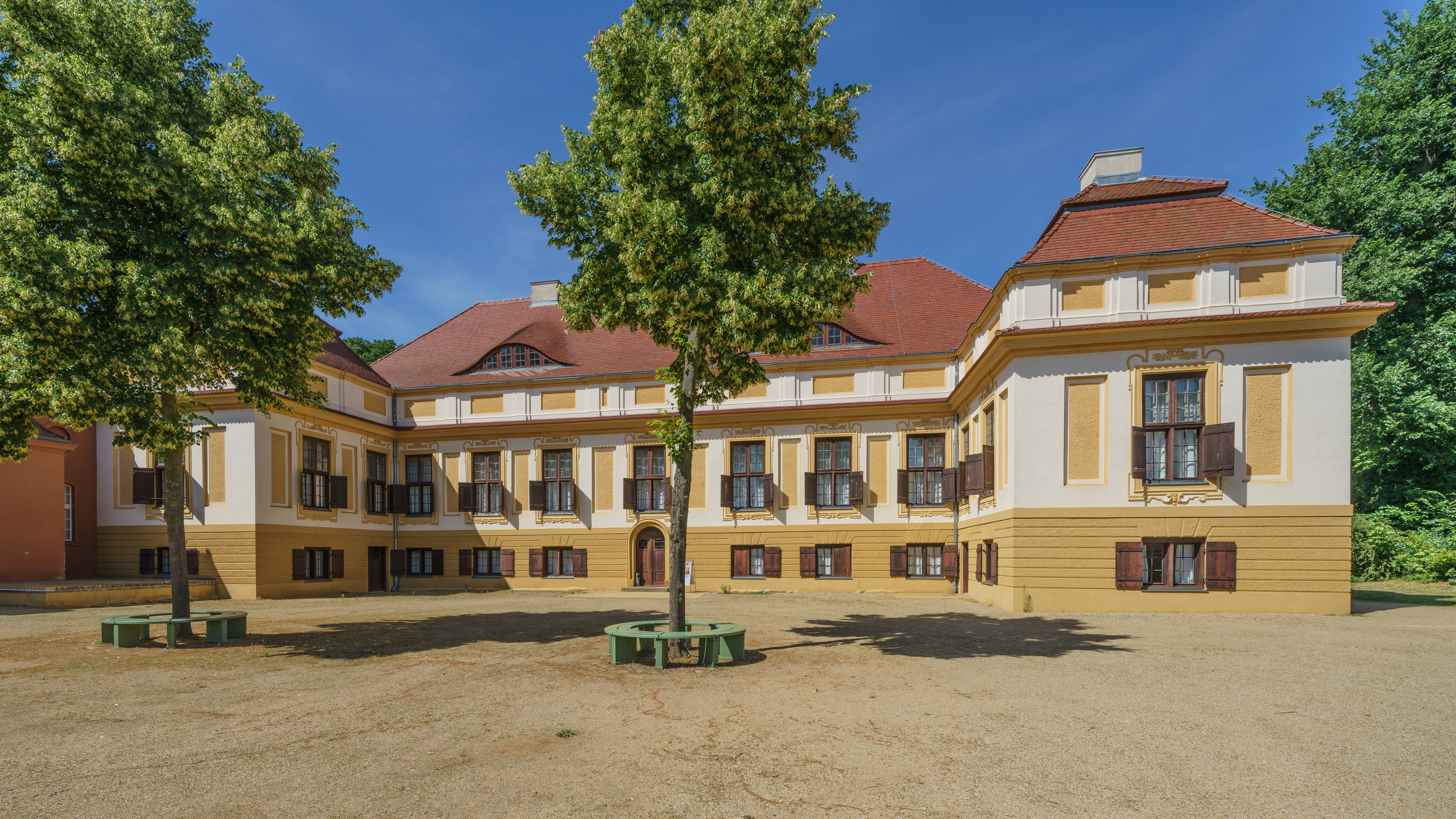
Am 8. Juli 1709 fand im Schloss Caputh eine prunkvolle Feier zu Ehren der drei Monarchen statt

Der dänische König Friedrich IV. kam nach seiner Rückkehr aus Italien nach Dresden an den Hof von August dem Starken. Dort beschlossen die beiden Monarchen, Preußen als Bündnispartner zu gewinnen. Danach reisten der König von Dänemark und der Kurfürst von Sachsen auf Einladung des preußischen Königs nach Potsdam.
Standesgemäß empfangen, waren die Höhepunkte neben den glanz- und prunkvollen Festlichkeiten und einer Jagd am 5. Juli, die Havelfahrt mit der berühmten Prunkyacht „Liburnica“ am 8. Juli nach Caputh. Am 9. Juli begaben sich die Könige nach Oranienburg. Am 10. Juli hielten die drei Monarchen gemeinsamen Staatsrat, bei dem jeder Monarch nur einen Berater bei sich hatte. Am 11. Juli besuchten die Monarchen Charlottenburg. Am darauffolgenden Tag begaben sie sich nach Berlin, wo die zwei Gastmonarchen Taufpaten der am 3. Juli 1709 geborenen Enkelin Friedrichs I. Wilhelmine wurden. Am 16. Juli begaben sich die Monarchen zu einem Mittagessen zum Gesandten Großbritanniens Lord Raby, und abends zum Oberkammerherrn Graf von Wartenberg. Am selben Abend verließ der dänische Monarch Berlin wieder in Richtung Dänemark. August der Starke reiste am folgenden Tag nach Dresden zurück.

## Ergebnisse
Von den ursprünglichen Plänen, Preußen mit dem Ermland zu einem Kriegseintritt zu bewegen, blieb kaum etwas übrig. Trotz aller anfänglichen Begeisterung für das Projekt entsann sich der Berliner Hof an die mit Schweden 1686, 1696 und 1707 geschlossenen Neutralitätsverpflichtungen. So einigte man sich neben einer gegenseitigen Besitzstandsgarantie nur darauf, dass Preußen nicht gegen die beiden Mächte Partei ergreifen und den Schweden keinen Durchzug gewähren sollte.
Der preußische König hatte durch dieses Treffen Gelegenheit gefunden, durch die glanzvolle Repräsentation die noch junge preußische Monarchie als ebenbürtig im Kreise anderer Monarchen zu zeigen. Allerdings überstiegen die Kosten die finanziellen Möglichkeiten des preußischen Staates, so dass der König einen Kredit bei einem Bankier aufnehmen ließ.
Die Zusammenkunft dreier Könige stellte in der damaligen Diplomatie ein seltenes Ereignis dar. Die drei Könige, die alle den Namen Friedrich trugen, gehörten drei verschiedenen christlichen Konfessionen an. Der preußische König war calvinistischen Glaubens, der dänische König war lutherisch, und der sächsische Kurfürst war Katholik.